# River Forest (Illinois)
River Forest és una vila dels Estats Units a l'estat d'Illinois. Segons el cens del 2000 tenia 11.635 habitants.

## Demografia
Segons el cens del 2000, River Forest tenia 11.635 habitants, 4.092 habitatges, i 2.909 famílies. La densitat de població era de 1.789,8 habitants/km².
Dels 4.092 habitatges en un 36,7% hi vivien nens de menys de 18 anys, en un 59% hi vivien parelles casades, en un 10% dones solteres, i en un 28,9% no eren unitats familiars. En el 25,6% dels habitatges hi vivien persones soles l'11,3% de les quals corresponia a persones de 65 anys o més que vivien soles. El nombre mitjà de persones vivint en cada habitatge era de 2,62 i el nombre mitjà de persones que vivien en cada família era de 3,19.
Per edats la població es repartia de la següent manera: un 26,6% tenia menys de 18 anys, un 11,1% entre 18 i 24, un 23,3% entre 25 i 44, un 25% de 45 a 60 i un 14% 65 anys o més.
L'edat mediana era de 39 anys. Per cada 100 dones de 18 o més anys hi havia 78,4 homes.
La renda mediana per habitatge era de 89.284 $ i la renda mediana per família de 122.155 $. Els homes tenien una renda mediana de 89.900 $ mentre que les dones 49.113 $. La renda per capita de la població era de 46.123 $. Aproximadament el 2,5% de les famílies i el 2,7% de la població estaven per davall del llindar de pobresa.

## Poblacions properes
El següent diagrama mostra les poblacions més properes.